# Válgame Dios
Válgame Dios es una telenovela venezolana realizada y transmitida por la cadena Venevisión en el año 2012 y distribuida internacionalmente por Venevisión International. Original de la escritora Mónica Montañés, producida por Carolina de Jácobo y dirigida por José Alcalde.
Está protagonizada por Sabrina Seara y Eduardo Orozco,  y con las participaciones antagónicas de Ricardo Álamo, Carlota Sosa y Raquel Yánez. Cuenta además con las actuaciones co-protagónicas de Jean Carlo Simancas, Flavia Gleske, Gigi Zanchetta, Juan Carlos Gardié y Beatriz Valdés.
Las grabaciones comenzaron el 28 de noviembre de 2011 y fue estrenada el 13 de marzo de 2012 en el horario vespertino de las 14 h. / 2:00 p. m. y finalizó el 3 de octubre de 2012 con excelentes puntos de audiencia.

## Sinopsis
El día que arranca esta historia la vida de Yamilet cambiará por completo. Conocerá a un hombre maravilloso, serio, responsable, y a un sinvergüenza. El problema es que no sabrá cuál es cuál y corre el riesgo de elegir al segundo. Bueno… en rigor, ese es sólo uno de los problemas que tendrá que enfrentar la pobre Yamilet para lograr ser feliz.
Yamilet López es, como todas las López, preciosa, inteligente, divertida, trabajadora, buena gente, solidaria y víctima de un maleficio. Resulta que hace más de un siglo, a una tatarabuela de ella llamada Gudelia le salieron dos pretendientes, un buen partido y otro desastroso. Quiso la mala fortuna que la joven eligiera al desastroso, con la excusa de que ella lo iba a cambiar, segurísima de que con ella él sería distinto. Como es lógico le fue mal, pésimo le fue a la pobre Gudelia y, con el pasar de los años, lo mismo le ocurrió a Genara, su hija, y a Gumersinda (Aura Rivas) su nieta y a Guillermina (Beatriz Valdés) su bisnieta y… en fin, que toditas las López han tenido mala suerte a la hora de elegir a sus maridos y, en consecuencia, toditas son hijas del despecho. Ocurre que no se trata realmente de que tengan mala suerte en el amor las López, sino que sobre ellas pende un maleficio.
Pero retomemos éste cuento el día en que arranca esta historia y que cambia por completo la vida de Yamilet.
Resulta que ese día Yamilet amanece con un pánico en el cuerpo, el de ser la única soltera y sin novio de todas sus amigas y ¡quedarse solterona para siempre! Parece mentira que una joven tan bella, simpática, trabajadora y buena gente se deje afectar por semejante miedo, pero así es. Conozcámosla mejor para entenderla. Ocurre y acontece que Yamilet se ha criado toda su vida entre vestidos de novia. Su mamá y su abuela la sacaron adelante gracias al único oficio que saben hacer y al que se han dedicado todas las López desde tiempos de Gudelia: el de costureras.
Yamilet saldrá a la calle tan nerviosa. Va a su primera entrevista de trabajo y tiene los nervios lógicos de quien no sabe si le darán el empleo. Pero su susto es otro. La verdadera angustia de Yamilet le viene porque se le mete en la cabeza la urgencia de conseguirse un marido. Un hombre maravilloso, porque tiene que ser maravilloso, guapo, serio, trabajador y responsable, que la libere de la angustia de ser la única solterona del planeta. No está fácil. Hombres que reúnan esas características no abundan, y la pobre Yamilé no conoce ni uno y necesita conocerlo
Resulta que sí lo va a conocer. Ese mismo día, en su apuro por llegar a tiempo a la cita de trabajo, se montará en un taxi conducido por Ignacio Castillo (Eduardo Orozco), un muchacho guapo, serio, trabajador, buena gente, solidario y bombero. Porque Ignacio es taxista sólo en los días libres que le dan en la Estación de bomberos donde ejerce esa muy noble profesión con la que arriesga cada semana su vida por salvar a los demás. En fin, un héroe. No más verlo, a Yamilet le dará un vuelco el corazón y a Ignacio le ocurrirá lo mismo al verla a ella. Ese es el hombre de su vida, pero… producto del maleficio, ese mismo día, un poco más tarde, conocerá también a José Alberto Gamboa (Ricardo Álamo), el sinvergüenza. José Alberto también es guapo, cuarentón y encantador. Tiene 25 años felizmente casado con Mariela (Gigi Zanchetta) y diez años felizmente empatado con Dinorah (Flavia Gleske), su amante. Tiempo en el cual ha logrado tener siempre a una tercera “novia”, sin que ninguna sospeche de la existencia de las demás. Cuando Yamilet lo conozca, José Alberto estará terminando con una de éstas “novias”, la de turno, y producto de un equívoco y del maleficio, Yamilet jurará que es soltero y maravilloso.
Cuando Yamilet llegue esa noche a su casa y le cuente a su madre y su abuela que conoció a Ignacio y a José Alberto, Guillermina y Gumersinda se alarmarán seguras de que arrancó el maleficio. Y cuando confiese que el que más le gustó fue Ignacio, todas jurarán que ese es el equivocado y que el correcto debe ser José Alberto. Y esa podría ser la historia que les vamos a contar con ésta telenovela, la de cómo la pobre Yamilet conoció al hombre de su vida y a un sinvergüenza y, por culpa de un maleficio, escogió al segundo.
Las López tienen la esperanza de que el maleficio tenga una contra, saben que debe de haber una manera de romperlo. Lo que no saben es que depende de un secreto que oculta Marbelis Castillo (Carlota Sosa), la madre de Ignacio, una mujer a la que todos creen "santa" pero que es en realidad un ser perverso, capaz de todo para evitar que se sepa la verdad, incluso de matarlas.
Válgame Dios es la historia de un gran amor, tan inmenso como imposible, llena de magia, de risas, de esperanza, así como también de lágrimas, sufrimiento, secretos, mentiras, miedos y hasta asesinatos que van a intentar impedir que el bien triunfe sobre el mal y que Yamilet López consiga romper el maleficio y ser por fin feliz.

## Elenco
- Sabrina Seara - Yamilet López
- Eduardo Orozco - Ignacio "Nacho" Castillo Rodríguez
- Ricardo Álamo - José Alberto Gamboa Núñez
- Jean Carlo Simancas - Inocente Castillo
- Flavia Gleske[6] - Dínorah González
- Gigi Zanchetta - Mariela Campos de Gamboa
- Roberto Messuti - Cayo Castillo Rodríguez
- Rosmeri Marval[7] - Kimberly Castillo Rodríguez
- Estefanía López - Gabriela "Gaby" Gamboa Campos
- Arán de las Casas[8] - Héctor Zubizarrieta
- Raquel Yánez - Nieves Pérez
- Carlota Sosa - Marbelis Rodríguez de Castillo "La Santa"
- Beatriz Valdés[9] - Guillermina López
- Virginia Urdaneta - Mercedes "Mercedita" Rodríguez
- Aura Rivas - Gumercinda López
- María Cristina Lozada - Eduvigis Martínez
- Judith Vásquez - Luz Moncada † (Es asesinada por Marbelis)
- Juan Carlos Gardié - Jesús "Chúo" González (El maracucho)
- Alejandro Mata - Remberto Pérez
- Pedro Durán - Padre Efraín
- Yuvanna Montalvo - Mayerling Torres de Bracho "La perica"
- María Antonieta Duque - Gloria Zamora
- Erick Ronsó[10] - Jefferson José Bracho
- Alexander Da Silva - Remigio Pérez
- Anthony Lo Russo - Pablo
- Gabriela Santeliz - Andreína
- Absalón de los Ríos - Constantino "Tino" Durán
- Michelle Taurel - Ligia Elena Sarría
- Beba Rojas - La peor es nada
- Ever Bastidas - Alberto José Gamboa Campos
- Hernán Iturbe - Joya Uribe
- Franco Purroy - Brad Pitt Sarría

## Actuaciones Especiales
- Elba Escobar - La bruja del maleficio
- Claudia La Gatta - Liseth
- Nelson Farías - Tommy
- Deises Heras - Mamá de Ligia Elena
- Miguel Augusto Rodríguez - Eulogio Parra
- Carlos Pacheco - Enemecio Sánchez † (Es asesinado por Marbelis)
- Mariana Álvarez - Sunny Arrieta
- Hecham Aljad - Fernando
- Alejandra Machado - Lucía Marañón
- Carla Lobo - Jueza de Gamboa
- Juan Pablo Romero - Doctor de Nieves
- Laura Maldonado - Rubí
- Eva Blanco - Doña Facunda Marañón
- Samuel Rivero - Jefe de la policía
- José Gabriel Madonia -  Augusto "Guto" Vázco
- Viviana Ramos - La Nueva 1° de Gamboa
- Lilver Tovar - Yesenia (Presa junto a Marbelis)
- Elaiza Gil - La nueva 3° de Gamboa
- Verónica Falcón - Esperanza Castillo López
- Andreína Castro - La Nueva 2° de Gamboa
- Josué Villaé - Ángel
- Daniel Mendéz
- Danny Valdivieso
- Dorian Laya

## Temas musicales
- Blanco y negro - Malú - (Tema principal)
- Alma y corazón - Keiser - (Tema de Kimberly y Alberto José)
- Creyendo en el amor - Mireya Pereira - (Tema de Mariela y José Alberto)
- Paroxismo - Guaco - (Tema de Guillermina y Chúo)

## Premios y nominaciones

### Premios Inter 2013
| Categoría          | Nominado            | Resultado |
| ------------------ | ------------------- | --------- |
| Telenovela del año | Válgame Dios        | Ganadora  |
| Guion original     | Mónica Montañés     | Ganadora  |
| Vestuario          | Annick Corro        | Nominada  |
| Actor principal    | Ricardo Álamo       | Nominada  |
| Actriz principal   | Sabrina Seara       | Nominada  |
| Actor de reparto   | Jean Carlo Simancas | Nominada  |
| Actor Revelación   | Alexander Da Silva  | Ganador   |
| Actriz Revelación  | Yuvanna Montalvo    | Ganadora  |
| Actriz Revelación  | Rosmeri Marval      | Nominada  |
| Villano/a del año  | Carlota Sosa        | Ganadora  |
| Fotografía         | Jhony Febles        | Nominada  |